# Косман, Мариуш
Мариуш Косман (пол. Mariusz Kosman; 8 марта 1955 года, Варшава — 2 ноября 2021 года) — польский фехтовальщик, тренер по шпаге и фехтованию, спортивный деятель.

## Биография
В 1968—1984 годах выступал за AZS-AWF Варшава. В 1982 году завоевал бронзовую медаль чемпионата Польши в личном зачете, в 1984 году завоевал бронзовую медаль чемпионата Польши в составе команды. Тренерскую карьеру начал в 1979 году в родном клубе, хотя и был выпускником Академии физкультуры в Катовицах. В 1984—1985 годах работал в BFC Berlin, 1985—1987 годах в FC Steglitz, 1987—1990 и 1994—2007 годах в «Легия» (Варшава), одновременно в 2000—2006 годах в UKS Заглоба Варшава, а с 2008 года снова в AZS-AWF Варшава. В 1999 году стал тренером юношеской и взрослой женских сборных Польши по шпаге. Последнюю должность занимал до февраля 2013 года, когда его сменил Михал Морыс.
В качестве тренера добился первых успехов в 1982 году, когда привел к юниорскому чемпионату Польши Роберта Серавского индивидуально и мужскую команду AZS-AWF Варшава. Наибольшие успехи его подопечных (тренировавшихся у него как в клубе, так и в сборной) включают: личное первенство мира Дануты Дмовской в 2005 году, командное серебро чемпионата мира среди взрослых в 2009 году (команда в составе: Данута Дмовская-Анджеюк, Магдалена Пекарская, Ева Нелип и Малгожата Береза), командное золото чемпионата Европы (команда в составе: Данута Дмовская-Анджеюк, Магдалена Пекарская, Малгожата Строка, Ева Нелип) и индивидуальное второе место в Европе Малгожаты Пекарской в 2010 году, а также второе место сборной в Европе в 2005 и 2009 годах и бронзовую медаль чемпионата Европы в командном турнире в 2004 году. Его подопечными также были Магдалена Грабовская и Катажина Тжупек.
Был членом правления Польской ассоциации фехтования, а также вице-президентом по спорту и исполняющим обязанности президента AZS-AWF Варшава.
В 2005 году стал тренером года в конкурсе Женской спортивной комиссии при Олимпийском комитете Польши, в 2005 и 2010 годах был лучшим тренером по опросу на определение лучших спортсменов в Варшаве. В 2011 году награжден Рыцарским крестом ордена Polonia Restituta.